# 徐的
徐的(989年—1045年2月28日)，字公准。福建建安郡（今福建建瓯市）人，宋朝进士。
曾任钦州军事推官、知吴县、梁山军、通判常州、广南西路提点刑狱、荆湖北路转运使、摄江陵府事。以兵部员外郎任淮南、江浙、荆湖制置发运副使，后任制置发运使。庆历四年(1044年)，任荆湖南路安抚使。
徐的在桂阳去世。

## 徐的墓
徐的墓位于江苏南京江宁区东善桥镇东冯村西侧的蔡家山南坡，1957年5月间发现。出土有徐的墓志铭。墓志载徐的庆历五年正月丙戌（廿九日）终于桂阳，年五十七。二子护丧，葬于金陵江宁县永泰乡祖堂山之东南麓。徐的有子三人，长子早亡，次子徐大受，次徐大方。
在徐的墓附近还有徐的夫人吴氏墓、子徐大受、徐大方墓、孙徐伯达墓、次孙徐克温妻王氏墓等。